# Quốc hội Việt Nam khóa IV
Quốc hội Việt Nam khóa IV (nhiệm kỳ 1971 - 1975) là Quốc hội nhiệm kỳ thứ tư của nước Việt Nam Dân chủ Cộng hòa. Quốc hội thứ tư được bầu cử vào ngày 11 tháng 4 năm 1971, với tổng cộng 98,88% cử tri tham gia bầu cử. Quốc hội khóa IV kéo dài từ tháng 7 năm 1971 đến tháng 3 năm 1975 với 5 kỳ họp.

## Kết quả bầu cử
Cuộc bầu cử Quốc hội Việt Nam khóa IV được diễn ra vào ngày 11 tháng 4 năm 1971 với tỷ lệ cử tri tham gia bỏ phiếu là 98,88%. Tổng số đại biểu được bầu là 420 đại biểu.
Thành phần đại biểu Quốc hội:
- Công nhân: 94
- Nông dân: 90
- Tiểu thủ công: 8
- Cán bộ chính trị: 101
- Quân đội: 27
- Nhân sĩ, tôn giáo: 13
- Cán bộ văn hoá, giáo dục, pháp luật: 34
- Cán bộ kinh tế, khoa học kỹ thuật:53
- Ðảng viên: 317
- Ngoài Ðảng: 103
- Dân tộc: 73
- Phụ nữ: 125
- Thanh niên: (20-30 tuổi): 82
- Phụ lão (trên 60 uổi): 51
- Anh hùng: 28
- Chiến sĩ thi đua: 110
- Cán bộ ở Trung ương: 109
- Cán bộ ở địa phương: 257

## Các kỳ họp Quốc hội nổi bật

### Kỳ họp Quốc hội đầu tiên
Kỳ họp Quốc hội đầu tiên đã được diễn ra từ ngày 6 đến ngày 10 tháng 6 năm 1971, tại Hà Nội. Cuộc họp đã bầu:
- Chủ tịch nước: Tôn Ðức Thắng
- Phó Chủ tịch nước: Nguyễn Lương Bằng
- Ủy ban Thường vụ Quốc hội, gồm 23 thành viên chính thức và 3 thành viên dự khuyết
- Chủ tịch Quốc hội: Trường Chinh
- Thủ tướng: Phạm Văn Ðồng
- Các Ủy ban Thường trực của Quốc hội: Ủy ban Dự án pháp luật; Ủy ban Kế hoạch và Ngân sách; Ủy ban Thống nhất; Ủy ban Dân tộc; Ủy ban Văn hóa và Xã hội.

### Kỳ họp Quốc hội thứ 3
Kỳ họp Quốc hội thứ 3 diễn ra từ ngày 18 đến ngày 21 tháng 2 năm 1973, tại Hà Nội.
Quốc hội thông qua Nghị quyết về việc ký Hiệp định về chấm dứt chiến tranh, lập lại hòa bình ở Việt Nam.

### Kỳ họp Quốc hội thứ 4
Tháng 2 năm 1974, tại Kỳ họp thứ 4, Ủy ban Đối ngoại của Quốc hội được thành lập.

### Kỳ họp Quốc hội thứ 5
Kỳ họp Quốc hội thứ 5 diễn ra từ ngày 23 đến 25/12/1974, Quốc hội thông qua Nghị quyết sửa đổi điều 11 và điều 12 của Luật Bầu cử đại biểu Quốc hội nước Việt Nam Dân chủ Cộng hòa.

## Luật được thông qua
- 11/9/1972: Pháp lệnh Quy định việc bảo vệ rừng.[4]

## Dấu ấn nhiệm kỳ
Trong bốn năm hoạt động, Quốc hội họp năm kỳ, Ủy ban Thường vụ Quốc hội họp 53 lần, thông qua 559 nghị quyết về các vấn đề thuộc quyền hạn của Ủy ban. 